# Phormosoma
Genre
Phormosoma est un genre d’oursins (échinodermes) réguliers abyssaux de la famille des Phormosomatidae.

## Description et caractéristiques
Ces oursins-cuir se distinguent par l'absence de patins au bout des piquants de la face inférieure, et au niveau du test par les aréoles très enfoncées autour des tubercules adoraux, donnant un aspect en nid d'abeille. Ces oursins portent autour de certains piquants primaires des sacs parfois très volumineux remplis de venin (à la manière des Asthenosoma). 

## Liste des espèces
Selon World Register of Marine Species (31 août 2015) :
- Phormosoma bursarium A. Agassiz, 1881 -- Indo-Pacifique
- Phormosoma placenta Thomson, 1872 -- Atlantique
- Phormosoma rigidum A. Agassiz, 1881 -- Océan Indien (statut douteux, espèce décrite à partir de fragments d'un unique spécimen)
- Phormosoma verticillatum Mortensen, 1904 -- Nouvelle-Zélande

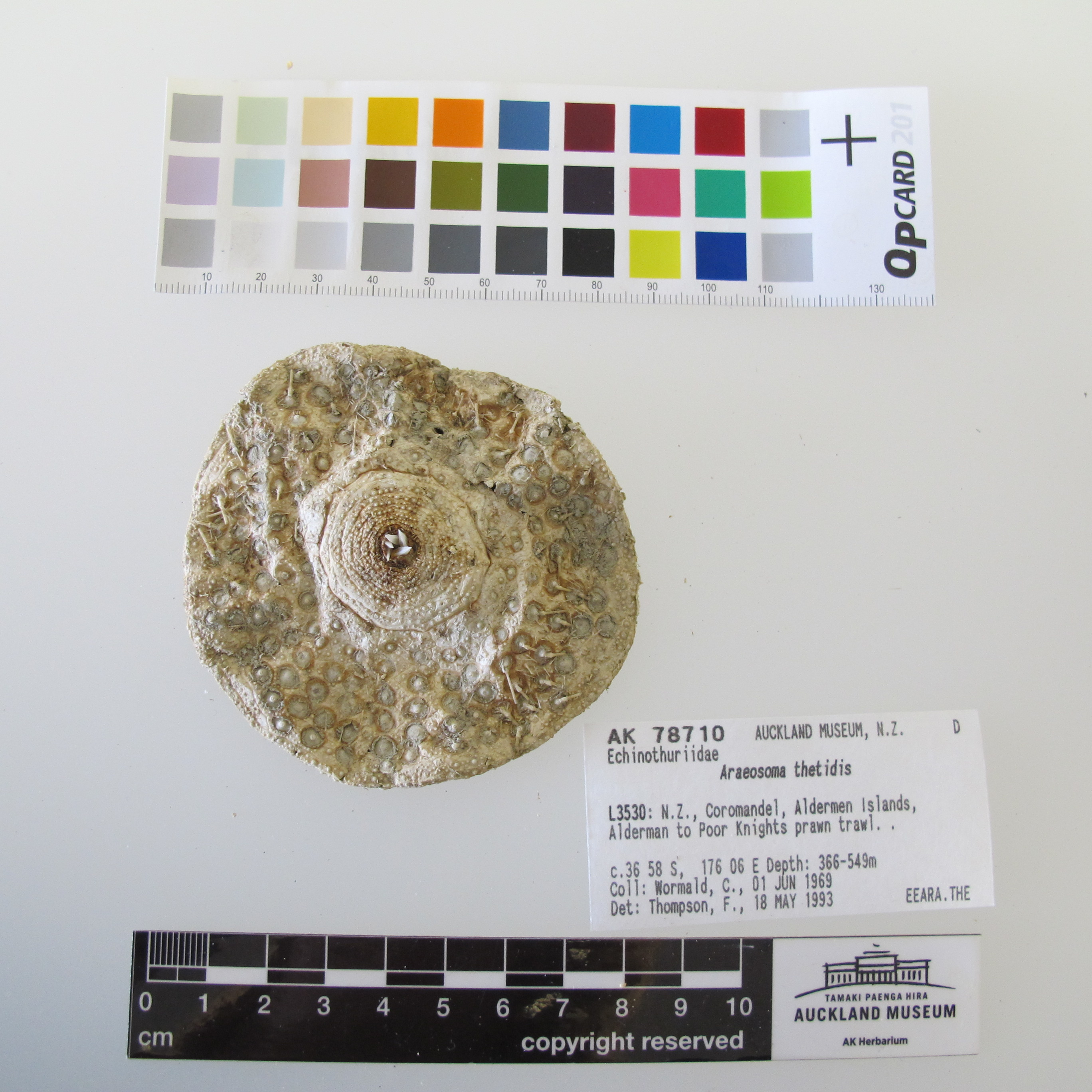
Phormosoma bursarium
Phormosoma verticillatum